# 구상진
구상진은 대한민국의 변호사이며, 서울대학교 법과 대학 형사법 박사 학위를 취득하였으며, 서울 지검 검찰청에서 검사 생활을 하였다.

## 개요
구상진 변호사는 1949년 생이며, 경남 창원 출신이다. 대한민국 변호사 헌변 협회 회장이며, 호주제 폐지에 대한 변호 활동을 하였다.
사법 고시 14회, 사법 연수원 4기이다. 전 서울시립대 로스쿨 원장을이다.

## 경력
- 1981년에 안기부가 송치한 사건에, 연세대학교 학생들의 단순한 학내서클 활동에 대한 “내란죄 적용하라" 하는 것에 부적합하다며,

양심 선언을 하고 검사를 자진 사퇴후에 해외 유학길을 떠났었다.

- 헌법 재판소 소송된 호주제 폐지에 대하여 역사적 공동체 의식에 뿌리를 둔 민족의식을 지켜야 한다는 주제로, 호주제 존속을 위한 변호를 담당하였다.[2]
- 법조 불교인 협회 회장을 역임 하였다.[3]
- 박근혜 전 대통령의 탄핵 심판에 대한 변호인단의 요청에 따라 2017년 2월 중순에 소속 되어, 박근혜 전 대통령의 범죄 사실 아닌 형사소송에 대한 절차상 검토를 요청하며,변론을 하였다.[4]
- 2018년 7월 기준으로 헌법을 생각하는 변호사 모임 회장이다.[5]

## 같이 보기
- 박근혜
- 박근혜 정부
- 변호사